# Georg Karl von Sutner
Georg Karl Sutner, ab 1811 Ritter von Sutner, (* 30. Oktober 1763 in München; † 23. Januar 1837 ebenda) war ein deutscher Beamter und Bürgermeister von München.

## Leben
Georg Karl von Sutner war ein Sohn des Corbinian Sutner, Bortenmacher.
1779 schloss er das (heutige) Wilhelmsgymnasium München ab. Nach seinem Studium der Rechte an der Universität Ingolstadt erhielt er dort am 21. Juli 1785 das Diplom als graduierter Lizentiat der Rechte, anschließend erwarb er praktisches Wissen am kurfürstlichen Landgericht Dachau.
1786 wurde er innerer Rat beim Münchner Magistrat und per Dekret vom 21. Mai 1792 städtischer Archivar beim Stadtsyndikus Carl Anton von Barth (1758–1797); nach dessen Tod wurde Georg Karl von Sutner am 21. April 1797 Münchner Stadtsyndikus. Am 15. Juni 1792 erfolgte seine Ernennung zum kaiserlichen Notar.
1804 erfolgte seine Wahl zum Bürgermeister der Haupt- und Residenzstadt München; am 6. Juli desselben Jahres wählten ihn die Verordneten der damaligen bayerischen Landschaft zum sechsten außerordentlichen Verordneten des Bürgerstandes. In dieser Funktion war er beratendes Mitglied der Staatsregierung bei den Vorbereitungen zu einem Landtag.
1805 wurde er landschaftlicher Oberaufschlagseinnehmer (Steuereinnehmer) und trat nach der im Jahr 1806 erfolgten Auflösung der früheren Munizipalverfassungen im Jahr 1807 als Oberaufschläger in den unmittelbaren königlichen Staatsdienst.
Am 1. September 1808 wurde er zum Rat in der Steuer- und Domänensektion im königlichen Staatsministerium der Finanzen, 1809 zum Vorstand der Requisitionskommission, 1810 Mitglied der zur Übernahme des Landes Salzburg bestimmten Hofkommission und am 17. September 1814 zum Vorstand der Staatsschuldentilgungskommission gewählt.
Am 12. April 1817 erfolgte seine Ernennung zum Ministerialrat und am 15. Oktober 1819 wurde er zum Wirklichen Staatsrat mit Beibehaltung der Stelle als Vorstand der Schuldentilgungskommission befördert.
1825 wurde er Mitglied in dem für gemischte Rechtssachen angeordneten Staatsratausschuss sowie Mitglied des Staatsratkomitees.
Am 16. Mai 1828 erfolgte seine Ernennung zum Reichsrat.
Am 3. Dezember 1834 ernannte ihn der König zum Spruchmann beim Bundesschiedsgericht.
Das herzoglich Leuchtenbergische Haus ernannte ihn zum Ratgeber und Spezialvormund der Prinzen und Prinzessinnen des Herzog von Leuchtenburg. Maximilian Graf von Preising (1736–1827) ernannte ihn zum Testamentsvollstrecker, da das Ausscheiden des Allodials von dem Fideikommiss mit einem großen Vermögen und bedeutender Güter mit vielen Tausenden von Einkünften zu regeln war.
Georg Karl von Sutner war verheiratet und hatte eine Tochter, Crescentia sowie einen Sohn, Johann Nepomuk von Sutner (* 8. März 1798; † 23. Februar 1884), der 1848 ebenfalls Vorstand der Staatsschuldentilgungskommission und 1871 zum Geheimrat ernannt wurde.

## Mitgliedschaften
Er wurde am 15. Dezember 1795 als außerordentliches, und kurz darauf als ordentliches Mitglied der Historischen Klasse durch die Bayerische Akademie der Wissenschaften aufgenommen. Die Aufnahme als ordentliches Mitglied wurde am 1. Mai 1807 durch König Maximilian I. Joseph und am 9. Juni 1827 von König Ludwig I. bestätigt.
1806 wurde er Präfekt der Marianischen Männerkongregation Mariä Verkündigung am  Bürgersaal zu München.
Von 1828 bis 1834 war er Mitglied im Bayerischen Parlament und in dieser Zeit im Präsidium der Kammer der Reichsräte 1831 als 2. Sekretär und 1834 als 1. Sekretär tätig. Außerdem war er Mitglied in den Ausschüssen:
- Steuerausschuss: Mitglied während der 3. Wahlperiode von 1831–1836 im 5. Landtag 1831;
- Beschwerdeausschuss: Mitglied während der 3. Wahlperiode im 5. Landtag 1831;
- Steuerausschuss: Mitglied während der 3. Wahlperiode im 6. Landtag 1834.

## Auszeichnungen und Ehrungen
Am 27. Februar 1787 erhob ihn Kurfürst Karl Theodor in den Adelsstand.
Am 20. April 1811 erhielt er das Ritterkreuz des Zivildienstordens und am 16. Oktober 1820 wurden ihm die Kommandeursinsignien des Zivildienstordens verliehen.
1900 wurde ihm zu Ehren die Sutnerstrasse in Harlaching benannt.

## Werke
- München während des dreyßigjährigen Krieges eine Rede an dem Geburtsfeste Sr. Churfürstl. Durchlaucht etc. etc. Carl Theodor. München 1796.
- Berichtigungen der Unruhen bei dem Regierungs-Antritte der Herzoge und Brüder Ernst und Wilhelm von Baiern-München: abgelesen an dem höchsterfreulichen Geburtsfeste Sr. churfürstl. Durchlaucht Carl Theodor. München: Lindauer, 1797.
- Die Verfassung der älteren städtischen Gewerbs-Polizey in München, von ihrem Entstehen bis zum XVI. Jahrhundert. München 1813.
- Joseph Anton von Mussinan: Denkrede auf Georg Karl von Sutner. Wolf 1837.